# إسلام الشهابي

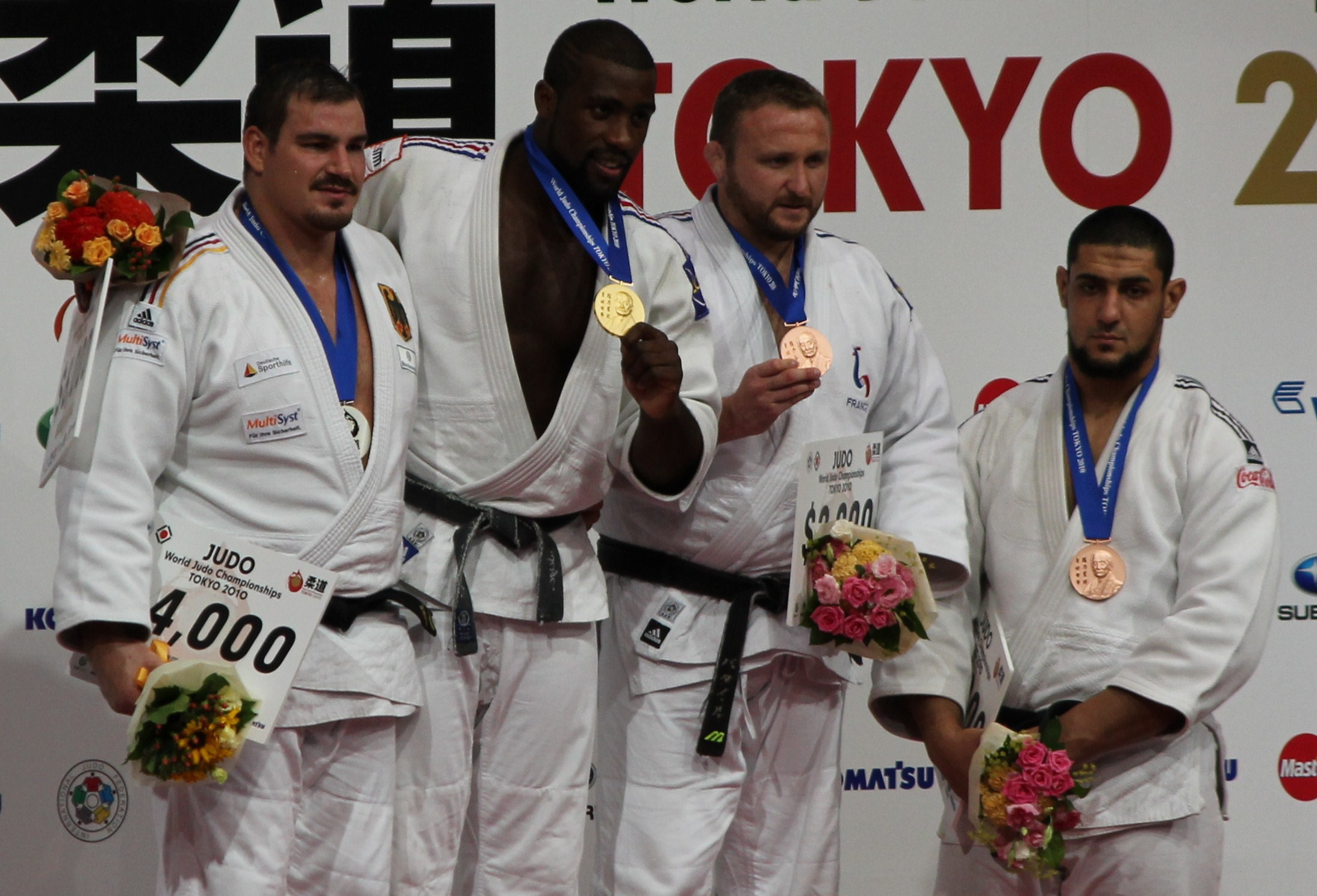

إسلام الشهابي (ولد في 1 أغسطس 1982) لاعب جودو مصري والمصنف الـ 25 عالميًا في اللعبة. يلعب الشهابي وزن فوق ال100 كيلو.

## أزمة اللاعب الإسرائيلي
في الألعاب الأولمبية الصيفية 2016، واجه إسلام اللاعب الإسرائيلي أور ساسون في الدور الأول من البطولة، في ظل الانقسام الذي نشأ في الشارع المصري بين من طالبه بالانسحاب لما في ذلك من تطبيع مع إسرائيل في مقابل من نادى بقبوله اللعب والانتصار على خصمه، إلا أن إسلام لم ينسحب، ولكنه هُزم، وبعد المبارة رفض إسلام الشهابي مصاحفة خصمه الإسرائيلي أور ساسون، مما أثار حفيظة الجمهور الذي رفع صافرات الاستهجان ضده. تصرف الشهابي أثار ضجة مما دفع لجنة القيم باللجنة الأولومبية الدولية إلى استدعاءه للتحقيق، وبرر الشهابي فعلته بأن قواعد الاتحاد الدولى لا تنص على السلام مع المنافس عقب انتهاء المباراة وألزمت بالتحية فقط، مشيرًا خلال التحقيقات، إلى أنه أدى التحية للاعب الإسرائيلى عقب انتهاء المنافسات.

## إنجازاته
- ذهبية كأس عالم للجودو في القاهرة 2010.[6]
- خامس بطولة العالم للأساتذة في اليابان 2010.[7][8]
- ذهبية الجائزة الكبرى للجودو في الصين 2010.[8]
- برونزية كأس العالم للجودو في اليابان 2010.[9]
- ذهبية الجائزة الكبرى للجودو في أبو ظبي 2009.[10]

## روابط خارجية
- إسلام الشهابي على موقع الفيدرالية الدولية للجودو (الإنجليزية)
- إسلام الشهابي على موقع JudoInside.com (الإنجليزية)
- إسلام الشهابي على موقع AllJudo.net (الفرنسية)
- إسلام الشهابي على موقع اللجنة الأولمبية الدولية (الإنجليزية)
- إسلام الشهابي على موقع أوليمبيديا (الإنجليزية)